# Principi d'ultima ratio
El Principi d'ultima ratio és un principi relatiu a la criminalització, en l'àmbit del Dret penal. Exerceix de límit negatiu de l'ius puniendi.
Segons aquest principi, el Dret penal ha de ser l'últim recurs al qual s'ha de recórrer a falta d'altres menys lesius. També hi ha subsidiarietat dins les mateixes normes penals: no s'han d'imposar sancions greus si sancions menys dures són suficients. Lligat a aquest principi hi ha l'anomenat "caràcter fragmentari del Dret penal", segons el qual el Dret penal només ha de protegir els béns jurídics més importants i penar els atacs més greus contra aquests.
La part positiva del principi pretén evitar el que Roxin anomenà "fugida al Dret penal": prendre totes les mesures positives de tipus jurídic o politicosocial que ajudin a evitar els delictes sense haver de recórrer al Dret penal.

## Aplicació a l'ordenament espanyol
La Constitució de 1978 dona llibertat al legislador per a decidir el nivell de protecció dels béns jurídics (exceptuant en l'àmbit de la protecció del patrimoni històric i cultural de l'Estat, tal com s'esmenta a l'art. 46 CE).

## Opinió del Tribunal Constitucional
El Tribunal Constitucional veu el principi com a part del principi de proporcionalitat de la pena en sentit ampli.
Les exigències del Tribunal Constitucional sobre aquest principi es troben a la STC 136/1999:
1. El bé jurídic ha de ser prou rellevant.
2. Adequació. La norma penal ha de ser idònia per protegir el bé jurídic.
3. Necessitat: La norma penal ha de ser necessària per no existir altres alternatives.
4. Proporcionalitat: La pena no ha de ser excessiva en relació amb el delicte.

Vegeu també les següents sentències:
- STC 55/1996
- STC 161/1997
- STC 24/2004